# فلوريان كرافت
فلوريان كرافت (بالألمانية: Florian Kraft)‏ هو لاعب كرة قدم ألماني، ولد في 4 أغسطس 1998 في مارل في ألمانيا. لعب مع نادي بوخوم.

## وصلات خارجية
- فلوريان كرافت على موقع قاعدة بيانات كرة القدم.إي يو (الإنجليزية)
- فلوريان كرافت على موقع Soccerway.com (الإنجليزية)
- فلوريان كرافت على موقع عالم كرة القدم.نت (الإنجليزية)